# Sødring Sogn
Sødring Sogn er et sogn i Randers Nordre Provsti (Århus Stift).
I 1800-tallet var Sødring Sogn anneks til Råby Sogn. Begge sogne hørte til Gjerlev Herred i Randers Amt. Råby-Sødring sognekommune blev ved kommunalreformen i 1970 indlemmet i Nørhald Kommune, som ved strukturreformen i 2007 indgik i Randers Kommune.
I Sødring Sogn ligger Sødring Kirke.

## Stednavne
I sognet findes følgende autoriserede stednavne:
- Mellempolde (areal, ejerlav)
- Sødring (bebyggelse, ejerlav)
- Sødring Kær (bebyggelse)
- Sødringholm (ejerlav, landbrugsejendom)
- Sødringholm Skov (areal)
- Tangen (areal)
- Udbyhøj Vasehuse (bebyggelse)

## Vildtreservat
Mellempolde er små holme i udløbet af Randers Fjord. De er sammen med et område langs kysten til udløbet af Mariager Fjord blevet udlagt som vildtreservat under navnet Sødring Vildtreservat.